# Posztkeynesiánus közgazdaságtan
A posztkeynesi gazdaságtan a közgazdasági gondolkodás iskolája, amelynek eredete John Maynard Keynes általános elméletéből származik, a későbbi fejlődését pedig nagymértékben befolyásolta Michał Kalecki, Joan Robinson, Nicholas Kaldor, Sidney Weintraub, Paul Davidson, Piero Sraffa és Jan Kregel. Robert Skidelsky gazdaságtörténész, Keynes életrajzírója szerint a Keynes utáni iskola továbbra is a legközelebb áll Keynes eredeti munkájának szelleméhez.
A "posztkeynesiánus" kifejezést először Eichner és Kregel (1975), valamint a Journal of Post Keynesian Economics folyóirat 1978-ban történő megalapításával használták.
A posztkeynesi közgazdászok egyetértenek abban, hogy Keynes elméletét a két másik vezető keynesiánus iskola súlyosan félremagyarázza: a neo-keynesiánus közgazdaságtan, amely az 1950-es és 60-as években ortodox volt, és az új keynesiánus közgazdaságtan, amely a neoklasszikus közgazdaságtan különféle ágaival együtt az 1980-as évek óta meghatározó a főáramú makrogazdaságtanban. A posztkeynesiánus közgazdaságtan a gazdaságelmélet újjáépítésére tett kísérletnek tekinthető Keynes elképzeléseinek és meglátásainak fényében. Egyes posztkeynesiánusok progresszívabb nézetet vallottak, mint maga Keynes, nagyobb hangsúlyt fektetve a munkavállaló barát politikákra és az újraelosztásra. Robinson, Paul Davidson és Hyman Minsky hangsúlyozták a különböző típusú befektetések közötti gyakorlati különbségek gazdaságra gyakorolt hatásait, ellentétben, Keynes elvontabb nézeteivel.
A posztkeynesi gazdaságtan elméleti alapja a hatékony kereslet elve, amely a keresletnek hosszú és rövid távon is fontos, így a versenyképes piacgazdaságnak nincs természetes vagy automatikus tendenciája a teljes foglalkoztatás felé. A neoklasszikus hagyományban dolgozó új-keynesiánus közgazdászok nézeteivel ellentétben a posztkeynesiánusok nem fogadják el, hogy a piaci teljes foglalkoztatás elmaradásának elméleti alapja a merev vagy ragadós ár vagy bér. A posztkeynesiánusok elutasítják John Hicks IS-LM modelljét, amely nagyon fontos a neo-keynesi gazdaságban, mert szerintük a banki hitelezés miatt a pénzteremtés endogén és nem exogén.
A posztkeynesiánus közgazdaságtan hozzájárulása az aggregát foglalkoztatás elméletén túl kiterjedt a jövedelemelosztás, a növekedés, a kereskedelem és a fejlődés elméleteire is, amelyekben a pénzigény kulcsszerepet játszik, míg a neoklasszikus közgazdaságtanban ezeket a technológia erői határozzák meg, a preferenciák és az adottságok. A monetáris elmélet területén a posztkeynesiánus közgazdászok az elsők között hangsúlyozták, hogy a pénzkínálat reagál a banki hitel iránti keresletre, így a központi bank nem tudja ellenőrizni a pénz mennyiségét, csak a kamatlábat tudja kezelni a monetáris tartalékok mennyiségének menedzselésén keresztül.
Ez a nézet nagyrészt beépült a monetáris politikába,  amely most a kamatlábat célozza meg eszközként, nem pedig a pénz mennyiségét. A pénzügyek terén Hyman Minsky a pénzügyi törékenységen alapuló pénzügyi válságelméletet terjesztett elő, amely 2008 után jelentős figyelmet élvezett.

## Irányzatai
A posztkeynesiánus elméletnek számos irányzata van, különféle hangsúlyokkal. Joan Robinson Michał Kalecki tényleges kereslet-elméletét felsőbbrendűnek tartotta Keynes elméleteinél. Kalecki elmélete a munkások és a tőkések közötti osztályharcon és a tökéletlen versenyen alapul. Robinson a homogén tőkén alapuló összesített termelési funkciók kritikáját is vezette - a cambridge-i tőke vitája - megnyerte az érvet, de nem a csatát. Piero Sraffa írásai jelentősen befolyásolták a posztkeynesi posztot ebben a vitában, bár Sraffa és neoricardiai hívei több inspirációt merítettek David Ricardótól, mint Keynes. Nicholas Kaldor munkájának nagy része a skála megtérülésének növelésére, az útfüggőségre és az elsődleges és az ipari szektor közötti legfontosabb különbségekre épülő elképzeléseken alapult.
Paul Davidson szorosan követi Keynest, amikor az időt és a bizonytalanságot helyezi az elmélet középpontjába, amelyből a pénz és a monetáris gazdaság jellege fakad. Az eredetileg kontinentális Európában kifejlesztett monetáris áramkör-elmélet különös hangsúlyt fektet a pénz mint fizetési eszköz megkülönböztető szerepére. E szálak mindegyike a későbbi közgazdász generációk további fejlődését látja.
A modern monetáris elmélet egy viszonylag friss ága a minskyánus közgazdaságtan. Ide tartozik Wynne Godley és Hyman Minsky válságelméleteinek makrogazdasági modellezése. Ennek első számú képviselője Steve Keen ausztrál közgazdász.
A posztkeynesiánus fontos ága a Modern Monetáris Elmélet (MMT), melyre a chartizmus és a funkcionális finanszírozás elmélete volt hatással.

## Aktuális állapota
Sok posztkeynesi kutatást publikál a Review of Keynesian Economics (ROKE), a Journal of Post Keynesian Economics (alapító: Sidney Weintraub és Paul Davidson), a Cambridge Journal of Economics, a Review of Political Economy és a Journal of Economic. Kérdések (JEI).
Az Egyesült Királyságban létezik a Post Keynesian Economics Society (PKES) is. Ezt korábban Post Keynesian Economics Study Group-nak (PKSG) hívták, de 2018-ban megváltoztatta a nevét. Az Egyesült Királyságban posztkeynesiánus közgazdászok a következő egyetemeken találhatók:
- SOAS London Egyetem
- Greenwichi Egyetem
- Leedsi Egyetem
- Kingston Egyetem
- King's College London
- Goldsmiths, Londoni Egyetem
- Anglia nyugati egyeteme, Bristol
- Hertfordshire-i Egyetem
- Cambridge University, Land Economy
- Birmingham Városi Egyetem
- University College London, Institute for Innovation and Public Purpose
- Nyitott Egyetem, Milton Keynes
- Winchesteri Egyetem

Az Egyesült Államokban számos egyetem működik posztkeynesiánus irányzattal: 
- A New School, New York City
- A Massachusettsi Amherst Egyetem
- Utah Egyetem, Salt Lake City
- Bucknell Egyetem, Lewisburg, Pennsylvania
- Denison Egyetem, Granville, Ohio
- Levy Közgazdaságtudományi Intézet a Bard College-ban, Annandale-on-Hudson, New York
- Missouri Egyetem – Kansas City
- Denveri Egyetem
- Colorado Állami Egyetem, Fort Collins
- A Massachusettsi Boston Egyetem
- John Jay Büntető Igazságügyi Főiskola, New York City University, New York City

Kanadában a posztkeynesiánusok megtalálhatók az Ottawai Egyetemen és a Laurentian Egyetemen.
Németországban a posztkeynesianizmus nagyon erős a Berlin School of Economics and Law-n és annak mesterképzésén: Nemzetközi Közgazdaságtan [MA]. Sok német posztkeynesiánus szerveződik a Forum makroökonómiai és makroökonómiai politikájában.
Az ausztráliai Új-Dél-Wales-i Newcastle-i Egyetemen található a posztkeynesiánus agytröszt, a Teljes Foglalkoztatás és Tőke Központja (CofFEE).

## Fontosabb posztkeynesiánus közgazdászok
A Keynes utáni első és második generáció legfontosabb posztkeynesiánus közgazdászai a következők:
- Victoria Chick
- Alfred Eichner
- James Crotty
- Paul Davidson
- Wynne Godley
- Geoff Harcourt
- Donald J. Harris
- Michael Hudson
- Káldor Miklós
- Michał Kalecki
- Frederic S. Lee
- Augusto Graziani
- Steve Keen
- Jan Kregel
- Marc Lavoie
- Paolo Leon
- Abba P. Lerner
- Hyman Minsky
- Basil Moore
- Edward J. Nell
- Luigi Pasinetti
- Joan Robinson
- George Shackle
- Anthony Thirlwall
- Fernando Vianello
- William Vickrey
- L. Randall Wray
- Dimitri B. Papadimitriou
- Sidney Weintraub

## Fordítás
Ez a szócikk részben vagy egészben  a   Post-Keynesian economics című angol Wikipédia-szócikk ezen változatának fordításán alapul.  Az eredeti cikk szerkesztőit annak laptörténete sorolja fel. Ez a jelzés csupán a megfogalmazás eredetét és a szerzői jogokat jelzi, nem szolgál a cikkben szereplő információk forrásmegjelöléseként.